# Erhard Heiden
Pour les articles homonymes, voir Heiden.
Erhard Heiden (né le 23 février 1901 et mort en avril 1933) est l’un des premiers membres du Parti nazi et le troisième chef de la SS. Il est assassiné sur l’ordre de Heinrich Himmler.

## Biographie
Heiden s’affilie au NSDAP en 1925, sous le numéro 74, et rejoint la SA en novembre de la même année. 
Il est immédiatement entraîné dans la SS par le chef de celle-ci, Joseph Berchtold, dont il devient l’adjoint.
Dès son entrée dans cette petite organisation, il plaide pour qu’elle devienne indépendante de la SA, à l’autorité de laquelle elle est soumise. Promu SS Oberführer, il succède à Berchtold en mars 1927 comme Reichsführer-SS, avec l’objectif d’éviter la dissolution de la SS par la SA.
Sous le commandement de Heiden, le nombre de membres de la SS diminue fortement, en passant de 1 000 à 280 hommes, conformément aux vœux de la SA, qui fait connaître publiquement son souhait de voir la SS disparaître.
Alors qu’il essaie d’éviter la dispersion de son petit groupe, Heiden recrute un jeune éleveur de poulets pour lui servir d’assistant : Heinrich Himmler. Il le considère comme un jeune employé enthousiaste, mais ne voit en lui aucune qualité de commandement.
Le 5 janvier 1929, il est démis de ses fonctions par Adolf Hitler pour des motifs assez obscurs (il aurait fait faire son uniforme par un tailleur juif). Son successeur est Heinrich Himmler. Le 22 janvier, Heiden démissionne de la SS et son nom est retiré des registres de membres de la SS.
Au cours des années qui suivent, il reste cependant actif au sein de la SA.
En avril 1933, sur les ordres d’Himmler, Heiden est arrêté par des agents du SD, dirigé par Reinhard Heydrich, au café Orlando à Munich. Il est vraisemblablement assassiné un peu plus tard dans les locaux du SD. Son corps est retrouvé par hasard en septembre 1933 et identifié le 15.